# Milo Rau
Milo Rau (25 gennaio 1977) è un regista, giornalista e saggista svizzero.
Ha vinto lo Swiss Theater Award nel 2014.

## Biografia
Milo Rau è nato a Berna, in Svizzera. Ha studiato sociologia, studi tedeschi e filologia romanza a Parigi, Zurigo e Berlino, sotto la guida di Tzvetan Todorov e Pierre Bourdieu, tra gli altri. Nel 1997, ha viaggiato come giornalista in Chiapas e Cuba, e nel 2000 ha iniziato a scrivere per la Neue Zürcher Zeitung.
Dal 2002 è attivo come drammaturgo, autore e regista in Svizzera e all'estero, lavorando con il Maxim Gorki Theater e Hebbel am Ufer a Berlino, Staatsschauspiel Dresden, il Théâtre Nanterre-Amandiers a Parigi e molti altri teatri.
Il suo lavoro gli è valso inviti ad alcuni dei più grandi festival teatrali e artistici del mondo, tra cui il Berliner Theatertreffen 2012-2013, il Festival d'Avignon, la Biennale di Venezia e il Festival di Vienna .
Nel 2019, il suo lavoro La Reprise. Histoire (s) du théâtre (I), che documenta l'omicidio di Ihsane Jarfi, è stato messo in scena al Festival Internazionale di Edimburgo .
Nel 2007 ha fondato una compagnia di produzione teatrale e cinematografica, l'Istituto internazionale di omicidio politico (IIPM), che dirige da allora.
La compagnia è stata originariamente fondata per coordinare il progetto The Last Hour of Elena e Nicolae Ceaușescu, ma nel tempo la sua attenzione si è allargata al suo attuale obiettivo di "trattamento multimediale dei conflitti storici e sociopolitici".
Sin dalla sua fondazione, IIPM ha realizzato oltre 50 produzioni teatrali, film, libri, mostre e dimostrazioni politiche.
Accanto al suo lavoro come drammaturgo e regista, Rau ha insegnato regia, teoria culturale e scultura sociale in varie università e conservatori.
Dal 2017 è anche ospite regolare del talk show svizzero Literaturclub , e nel 2018 è diventato direttore artistico del teatro fiammingo NTGent, succedendo al regista olandese Johan Simons .
Con la compagnia, Rau intende istituire un "teatro popolare globale", specializzato in tournée internazionali.

## Opere
Tra gli altri progetti, Rau ha scritto e diretto opere teatrali che ritraggono la cattura e l'esecuzione di Elena e Nicolae Ceaușescu (L'ultima ora di Elena e Nicolae Ceausescu), leader comunisti rumeni; documentare una stazione radio ruandese e il suo ruolo nel genocidio del Ruanda (Hate Radio); e presentando il discorso di Anders Breivik al tribunale distrettuale di Oslo (Dichiarazione di Breivik).
È anche impegnato in azioni apertamente politiche, dall'introduzione di un governo provvisorio autoproclamato a San Gallo, in Svizzera, alla richiesta del diritto di voto degli stranieri (City of Change) fino alla messa in scena dei processi di Zurigo (the Zurich Trials) e Mosca (the Moscow Trials).
Nel 2015, ha convocato un'assemblea di 60 vittime, autori, testimoni e analisti della Seconda Guerra del Congo, il Tribunale del Congo . The Guardian lo definì "il teatro politico più ambizioso mai messo in scena"; Die Zeit ha scritto: "un progetto folle. Dove la politica fallisce, solo l'arte può aiutare."
Nel 2016, la sua controversa pièce Five Easy Pieces, in cui attori bambini rimettono in scena i crimini del pedofilo e serial killer Marc Dutroux, è diventata la prima produzione straniera a ricevere il Premio speciale della giuria di critici teatrali belgi. Nel 2017, lo spettacolo è stato invitato al Berliner Theatertreffen.
Rau è stato definito "una delle personalità più importanti e influenti del teatro europeo". Ha ricevuto lo Schweizer Theaterpreis, l'Hörspielpreis der Kriegsblinden, e il premio della giuria del festival Politik im Freien Theater, tra gli altri, ed è stato il più giovane vincitore di sempre del Preis des Internationalen Theaterinstituts.
Nel 2015, il Tages-Anzeiger ha scritto: "Milo Rau, le cui esplosioni documentario-teatrali riempiono regolarmente le sale teatrali, è riuscito a produrre la sua arte lontano dalla torre d'avorio". Allo stesso tempo, il suo controverso lavoro è spesso accompagnato da processi e dibattiti pubblici, che hanno fornito a Rau la reputazione di "direttore scandalo". La Dichiarazione di Breivik, ad esempio, è stata bandita dall'essere eseguita al Nationaltheater Weimar e alla Haus der Kunst di Monaco, mentre durante la produzione di The Last Hours of the Ceausescus, il figlio adottivo del dittatore ha fatto causa a Rau, rivendicando il marchio del nome di famiglia .
Le autorità russe hanno fatto irruzione durante le prove dei Moscow Trials, e le performance di Five Easy Pieces sono state censurate o cancellate a Singapore e in varie città tedesche.
Nel 2018, Rau ha inaugurato la sua prima stagione all'NTGent con Lam Gods, basato sulla pala d' altare di Gand ed elaborata con la sua compagnia sulla base del "Manifesto di Gand".
Inoltre, ha dato inizio alla serie "Goldenes Buch / Golden Book" pubblicando testi programmatici su teatro, estetica e politica, nonché testi su progetti più vasti presso NTGent, in collaborazione con Verbrecher Verlag.

## Premio Europa per il Teatro
Nel 2018 è stato insignito del XV Premio Europa Realtà Teatrali, a San Pietroburgo, con la seguente motivazione:
In una stagione nella quale la complessità del mondo e gli eventi che segnano l’intero pianeta sembrano neutralizzati da un’informazione velocissima e superficiale quanto, spesso, asservita a interessi economici e politici, la storia può divenire volatile e confondersi con la cronaca. In un contesto siffatto, il teatro di Milo Rau si pone come un teatro ‘necessario’, in grado cioè di focalizzare ed amplificare gli eventi (politici, sociali o fatti di cronaca), farci riflettere e capire in quali realtà effettive viviamo e che direzioni stiano prendendo la politica, le violenze ancestrali dell’uomo, le nostre società e le nostre vite. L’opera di Rau, che integra le sue notevoli competenze letterarie, sociologiche, giornalistiche, cinematografiche e visuali, è tale da farci sperare che, nel presente, una visione critica, umanistica, cosmopolita e illuministica del mondo sia ancora concepibile.

## Opere selezionate
- 2019 Oreste in Mosul (Teatro)
- 2018 La Reprise. Histoire (s) du théâtre (I) (Teatro)
- 2017 The 120 Days of Sodom, Zürich (Teatro)
- 2016 Empire, Berlin (Teatro, Libro)
- 2016 Five Easy Pieces, Gand (Teatro)
- 2016 Compassion: The History of a Machine Gun, Berlino (Teatro, Radio Play)
- 2015 The Dark Ages, Munich (Teatro, Libro)
- 2015 The Congo Tribunal, Berlin / Bukavu (spettacolo, film, libro)
- 2014 The Civil Wars, Bruxelles / Zurigo (Teatro, Libro)
- 2013/14 The Berlin Dialogues, Berlin (Talkshow)
- 2013 The rivelation of the real, Berlin (Installazione, Libro)
- 2013 The Zurich Trials, Zürich (Teatro, Film, Libro)
- 2013 The Moscow Trials, Mosca (Teatro, Film, Installazione, Libro)
- Dichiarazione Breiviks 2012, Weimar / Berlino (performance della conferenza)
- 2011/12 Hate Radio, Bregenz / Kigali / Berlin (Teatro, Film, Installazione, Libro, Radio Play)
- 2010/11 City of Change, St. Gallen (Spettacolo teatrale, Libro, Film)
- 2010 Land of Hope, Berlin (Spettacolo)
- 2009/10 Gli ultimi giorni del Ceausesco, Bucarest / Berlino (Teatro, Film, Libro)
- Realismo globale, a cura di Silvia Gussoni e Francesco Alberici, traduzione di Silvia Gussoni e Federico Alberici, Bologna, Cue Press, 2019. ISBN 9788855100564.